# Marian Baczew
Marian Stojanow Baczew, bułg. Мариан Стоянов Бачев (ur. 8 lipca 1976 w Sofii) – bułgarski aktor, od 2025 minister kultury.

## Życiorys
Ukończył aktorstwo teatralne na akademii teatralnej i filmowej NATFIZ „Krystjo Sarafow”. Na tej samej uczelni w 2007 został absolwentem studiów magisterskich z zarządzania w sztukach performatywnych. Jako aktor teatralny związany z teatrami m.in. w Gabrowie, Szumenie i Sofii. Kilkukrotnie był nominowany do nagrody teatralnej Askeer. Zajmował się również dubbingiem jako aktor i reżyser. Przez kilkanaście lat brał udział w programach Sławiego Trifonowa Szouto na Sławi oraz Weczernoto szou na Sławi Trifonow. Był też dyrektorem programu aktorskiego w instytucji oświatowej American College of Sofia.
W styczniu 2025 z rekomendacji ugrupowania Jest Taki Lud objął urząd ministra kultury w nowo powołanym rządzie Rosena Żelazkowa.